# 川原五郎
川原 五郎（かわはら ごろう、1878年（明治11年）4月 - 没年不明）は、日本の造船技術者。横浜高等工業学校教授。日本鋼管顧問。族籍は東京府平民。作家の藤島泰輔は孫。ジャニーズ事務所代表取締役の藤島ジュリー景子は曽孫。

## 人物
佐賀県士族・川原道種の四男。海軍中将川原袈裟太郎の弟。1901年、東京帝国大学工科大学造船科を卒業。
三菱長崎造船所に入り、1905年、英国に出張し帰朝後同所設計課長、造船部助役を経て、三菱造船参事に進み、1929年、横浜高等工業学校教授に任ぜられ、日本鋼管顧問を兼ねた。
趣味は読書、散歩。宗教は真宗。1920年、分家。東京府在籍で、住所は東京市豊島区駒込1丁目。

## 家族・親族
川原家
- 妻・ひろ（1886年 - ?、男爵・東郷安の妹）[1][6]
- 長男・道正（1906年 - ?、鉄道省事務官）[2][6]
  - 同妻・婦佐子（1913年 - ?、滋賀、立花章の妹）[5][6]
- 男・亨（1912年 - ?、東京海上火災保険会社員）[5][6]
- 長女・孝子（1909年 - ?、三重、藤島範平の長男敏男の妻）[3][6]
- 二女・淑子（1910年 - ?、群馬、小澤宗平の長男光太郎の妻）[5][6]
- 三女・英子（1917年 - ?、福井、大和田正吉の長男博の妻）[6]

親戚
- 大和田正吉（福井県多額納税者、大和田銀行専務取締役）
- 東郷安（男爵）
- 藤島範平（横浜船渠社長、帝国海事協会理事長）
- 藤島敏男（日本銀行員）